# Guiricema
Guiricema is een gemeente in de Braziliaanse deelstaat Minas Gerais. De gemeente telt 9.116 inwoners (schatting 2009).

## Aangrenzende gemeenten
De gemeente grenst aan Ervália, Guidoval, Miraí, São Geraldo, São Sebastião da Vargem Alegre en Visconde do Rio Branco.